# Leandro Greco
Leandro Greco (Roma, 19 de julho de 1986) é um futebolista italiano que atua como meia. Atualmente, joga pelo AS Bari.